# Robert Vansittart (juge)
Pour les articles homonymes, voir Robert Vansittart.
Robert Vansittart (28 décembre 1728 - 31 janvier 1789) est un juriste et antiquaire anglais .

## Biographie
Fils d'Arthur Vansittart et de Martha, fille de John Stonhouse (3e baronnet) et frère aîné de Henry Vansittart, il grandit à Shottesbrooke, dans le Berkshire. Il fait ses études au Winchester College et au Trinity College, à Oxford, puis devient membre du All Souls College à Oxford en 1748. En 1753, il est admis au barreau du Inner Temple. Il occupe plusieurs postes de juge mineurs, notamment celui de greffier de Maidenhead en 1758 et de Newbury en 1764, avant d'être nommé professeur Regius de droit civil à Oxford en 1767, poste qu'il occupe jusqu'à sa mort. Il publie un certain nombre d’œuvres historiques pendant son temps libre . 
Il est une connaissance proche de Samuel Johnson, William Hogarth et Paul Whitehead et un participant à la débauche du Hellfire Club . Il est décédé célibataire à Oxford . 
Un personnage de l'une des comédies de Johann Wolfgang von Goethe lui est attribué à la suite d'une réunion en Italie . 